# Forge de Bærenthal
La forge de Bærenthal est une forge qui se situe dans la commune française de Bærenthal, dans le département de la Moselle.

## Histoire
Les forges de Bærenthal étaient situées au-dessus de la scierie, au niveau de l’actuelle entreprise SMS. Toute proche des forges de Mouterhouse, une ferblanterie est fondée vers 1700 par le prince de Hesse-Lichtenberg. Acquise et agrandie par la famille de Dietrich entre 1767 et 1771, l’usine est revendue en 1774. Elle servait alors à affiner la fonte venue de Franche-Comté.

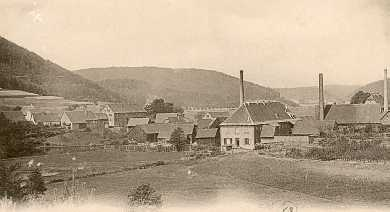
Vue de l’ancienne forge

Une plâtinerie pour tôle est construite en 1760 pour un nommé Vundschul de Strasbourg. En 1807 sont implantés une aciérie, des fours à puddler et des laminoirs. Ils deviennent la propriété de la famille Couleaux en 1818, qui destine l'aciérie à la fourniture de métal à son usine alsacienne de Molsheim. Ces propriétaires transforment et étendent les exploitations en 1821-1822. Jacques Couleaux expose ainsi le 12 juillet 1822 qu'il a remplacé une chaufferie, un four à réverbère et un martinet, par deux feux d'affinerie, dont l'acier brut, traité au charbon de bois, deux feux de raffinerie alimentés à la houille, un martinet et un marteau à drôme pour forger l'acier brut qui sollicite l'autorisation de construire un four à cémentation.
Jean-Guillaume Goldenberg, originaire de Westphalie, arrive à Bærenthal en 1826, où il est nommé directeur des forges. C’est alors que l’industrie métallurgique de Bærenthal prend un essor particulier. Goldenberg développe la fabrication de l’acier, fait construire de nouveaux fours d’affinage, un laminoir et multiplie les dépendances de l’usine. Il peut ainsi, à l’époque, occuper de quatre-vingt-dix à cent ouvriers sur une population globale d’environ huit-cent-cinquante habitants. Par sa fusion avec la Manufactures d’armes, de Mutzig et du Klingenthal, l’usine de Bærenthal s’ouvre des débouchés qui favoriseront son développement ultérieur. À la suite d’une autorisation accordée par décret du 30 janvier 1833, Goldenberg sera en mesure de créer deux petits martinets près du pont sur la Zinsel, dont l’un ne devait cesser son activité qu’en 1932. 
Proche des usines sont agencées les halles à charbon, les réserves de houille et les halliers de braise. On trouve encore le grand logement du facteur, avec ses jardins, les logements des ouvriers et les écuries. Outre l'usine, on trouve deux ateliers, dix maisons, quatre bâtiments, six magasins principalement à charbon dans le village, une maison, et les étangs de Ramstein, de Fischthal, ainsi que le Schmalenthalerweiher, qui sert à alimenter les usines produisant 170 000 kilos de tôle et 800 000 kilos de fer forgé, à partir de la fonte tirée de la Bavière rhénane.
Avant 1828, la forge, la fonderie, l'affinerie et les hangars sont agrandis, sous la direction de Jean-Guillaume Goldenberg (1778-1858). La compagnie Couleaux aîné et Compagnie, de Strasbourg, sollicite le 2 mai 1829, malgré l'opposition initiale de la municipalité de Bærenthal, l'autorisation d'établir ou plutôt de maintenir un bâtiment et d'en établir un autre au-dessous du pont, situé sur la route de Niederbronn. La nouvelle usine, dite inférieure, pour étirer le fer et l'acier en petits échantillons, est composée de deux bâtiments, dans chacun desquels deux marteaux reçoivent le mouvement d'un arbre tournant et une machine soufflante pour les deux martinets.
Le 16 octobre 1836, la veuve Dietrich s'oppose aux propriétaires des forges de Bærenthal, exposant que depuis les nouveaux travaux hydrauliques de Couleaux aîné et Compagnie, l'usine de Zinswiller se trouve arrêtée dans sa marche deux fois par semaine, pendant un ou deux jours de suite. Elle recommande ainsi de ne jamais fermer entièrement les vannes de Bærenthal, mais de toujours laisser couler une quantité d'eau suffisante à la marche du haut fourneau de Zinswiller. Monsieur Couleaux demande d'ailleurs en 1837 de faire remplacer deux vannes de décharge avec deux pales de un mètre quinze de large, au bas de l'étang.
La famille Couleaux s'oppose, en 1840, à la Société des forges de Mouterhouse, qui a surélevé une digue d'étang et ne respecte pas le règlement d'eau. Mais Couleaux ne semble pas respecter lui non plus ce règlement, puisque la municipalité de Bærenthal s'en plaint l'année suivante. Une nouvelle demande de conserver en activité quelques additions faites aux forges de Baerenthal est transmise par Couleaux le 15 août 1842. Les forges se composent alors de deux ensembles distincts : l'usine dite inférieure et l'usine dite supérieure. À la suite des nombreuses récriminations, des plaintes des riverains et des disputes entre les propriétaires des forges de Bærenthal, Mouterhouse et de Zinswiller, l'administration entreprend en 1859 une grande enquête visant à déterminer un règlement d'eau définitif. 
Les représentants des forges de Bærenthal, messieurs Baur et Herbster, directeurs des forges, précisent d'entrée le 1er mars 1859, que " si le travail de la forge de Zinswiller était mieux organisé, elle n'aurait pas lieu de chômer comme elle le prétend ". Ils veulent dire par cela que " si l'usine avait conservé l'étang qu'elle possédait auparavant pour régler sa consommation d'eau, elle chômerait moins et ne donnerait pas lieu aux plaintes élevées par des établissements d'aval ". Bien entendu, le maire de la commune remarque qu'à l'occasion, les forges retiennent l'eau dans l'étang trois à quatre jours. Il regrette que cette disposition inonde les propriétés riveraines de l'étang et prive des eaux nécessaires à l'irrigation celles situées en aval.
Au milieu du XIXe siècle, l'entreprise Couleaux aîné et Compagnie produit à partir de la fonte de Franche-Comté environ trois-cent-soixante-mille kilos de fer et acier par an pour les fabriques de Molsheim, où ils sont manufacturés. L'établissement emploie vingt ouvriers et de nombreux journaliers. Entre 1860 et 1865, l'entreprise, estimée à cent-soixante-dix-mille francs, se développe et construit de nombreuses maisons pour ses ouvriers ainsi que des magasins à planches et charbons. L'usine utilise alors annuellement mille-deux-cents tonnes de fonte et produit neuf-cent-soixante tonnes de fer et de tôle.
Au début du XXe siècle, l'aciérie n'utilise plus qu'une seule roue, avec une petite chute d'eau de cinq mètres vingt, mais les demandes affluèrent jusqu’à la Première Guerre mondiale. Malgré l’annexion de 1871, la France était devenue le meilleur client des usines de Bærenthal. En raison des techniques modernes introduites ailleurs, la rentabilité de la fabrication de l’acier diminua, et c’est en 1923 que les usines arrêtèrent la production du précieux métal. Le 23 mars 1928, Henri Lévy, industriel à Paris, rachète l'ensemble, composé de l'aciérie dont la roue est retirée entre 1920 et 1930, de la scierie et menuiserie, d'un groupe de production de courant et du petit-marteau, transformé en tonnellerie et charronnerie. En 1932, la dernière forge ferme ses portes. Le dernier forgeron qui l’occupait, Louis Valentin, décédé depuis de nombreuses années, est resté dans la mémoire des plus anciennes générations.